# Kobieta z...
Kobieta z... – polsko-szwedzki dramat filmowy z 2023 roku w reżyserii Małgorzaty Szumowskiej i Michała Englerta. Film miał premierę 7 września 2023 roku w konkursie głównym na 80. MFF w Wenecji. Na ekrany polskich kin wszedł 5 kwietnia 2024 roku.

## Fabuła
Historia życia Anieli Wesoły urodzonej jako Andrzej i zmuszonej przez większość swojego życia funkcjonować wbrew sobie jako mężczyzna. Od dorastania w małym miasteczku po ślub i założenie rodziny kobieta musi ukrywać fakt dysforii płciowej i mierzyć się z przeciwnościami losu oraz niezrozumieniem.

## Obsada
- Małgorzata Hajewska-Krzysztofik jako Aniela Wesoły
  - Iwo Rajski jako Andrzej/Aniela Wesoły w wieku 8–10 lat
  - Franciszek Englert jako Andrzej/Aniela Wesoły w wieku 18 lat
  - Mateusz Więcławek jako Andrzej/Aniela Wesoły w młodości
- Joanna Kulig jako Iza
  - Bogumiła Bajor jako młoda Iza
- Franciszek Englert jako syn Andrzeja/Anieli
  - Julian Studziński jako syn Andrzeja/Anieli w wieku 1 roku
  - Antoni Bucholc jako syn Andrzeja/Anieli w wieku 3 lat
  - Antonio Parol jako syn Andrzeja/Anieli w wieku 6–8 lat
  - Mateusz Więcławek jako syn Andrzeja/Anieli w wieku 35 lat
- Jerzy Bończak jako ojciec Andrzeja/Anieli
  - Wojciech Mecwaldowski jako ojciec Andrzeja/Anieli w młodości
- Anna Tomaszewska jako matka Andrzeja/Anieli
  - Marta Nieradkiewicz jako matka Andrzeja/Anieli w młodości
- Jacek Braciak jako brat Andrzeja/Anieli
  - Piotr Bondyra brat Andrzeja/Anieli w młodości
- Renata Dancewicz jako bratowa Andrzeja/Anieli
  - Pola Gonciarz jako bratowa Andrzeja/Anieli w młodości
- Mikołaj Chroboczek jako Maliński
- Tomasz Schuchardt jako endokrynolog
- Mikołaj Grabowski jako doktor Bardo
- Piotr Polak jako adwokat
- Mirosław Kropielnicki jako psychiatra
- Piotr Cyrwus jako sędzia karny
- Natalia Szczypka jako córka Andrzeja/Anieli w wieku 19 lat
  - Flora Karpińska jako córka Andrzeja/Anieli w wieku 1,5 roku
  - Kora Dżus jako córka Andrzeja/Anieli w wieku 3–5 lat
  - Stefania Kosmala jako córka Andrzeja /Anieli w wieku 7–10 lat[3]

## Produkcja
Zdjęcia do filmu kręcono w Wambierzycach, Bystrzycy Kłodzkiej, Kłodzku, Bardzie, Polanicy-Zdrój, Długopolu-Zdrój, Lądku-Zdroju, Nowej Rudzie, Zabrzu i Warszawie.

## Nagrody i nominacje
| Nagroda                                   | Kategoria                                                                     | Wynik     |
| ----------------------------------------- | ----------------------------------------------------------------------------- | --------- |
| Międzynarodowy Festiwal Filmowy w Wenecji | Złoty Lew – Udział w konkursie głównym (Małgorzata Szumowska, Michał Englert) | nominacja |